# Spheniscus
Spheniscus is een geslacht in de orde der pinguïns. Alle soorten van het geslacht leven in gematigde klimaten als Zuid-Afrika en de zuidkusten van Chili en Argentinië. De galapagospinguïn is endemisch op de Galapagoseilanden, wat hem de noordelijkst levende pinguïnsoort maakt. Het geslacht omvat vier levende soorten.

## Soorten
- Spheniscus demersus – Zwartvoetpinguïn
- Spheniscus humboldti – Humboldtpinguïn
- Spheniscus magellanicus – Magelhaenpinguïn
- Spheniscus mendiculus – Galapagospinguïn